# وليام بيني، بارون بيني
وليام جورج بيني ، بارون بينيء (24 يونيو 1909 - 3 مارس 1991)، هو عالم رياضيات إنجليزي وأستاذ الفيزياء الرياضية في كلية لندن الإمبراطورية، ثم رئيسًا لكلية إمبريال كوليدج. كان له دور قيادي في تطوير البرنامج النووي البريطاني، وهو برنامج سري بدأ في عام 1942 أثناء الحرب العالمية الثانية والذي أنتج أول قنبلة ذرية بريطانية في عام 1952.

## روابط خارجية
وليام بيني، بارون بيني على موقع الموسوعة البريطانية (الإنجليزية)
- وليام بيني، بارون بيني على موقع الموسوعة البريطانية (الإنجليزية)
- وليام بيني، بارون بيني على موقع مونزينجر (الألمانية)